# Érico da Pomerânia
Érico da Pomerânia (Rügenwalde, 1382 – Rügenwalde, 1459) – vulgarmente conhecido como Erik af Pommern ou Erik av Pommern –  foi monarca da União de Kalmar de 1396 a 1439, tendo sido rei da Noruega como Érico III (1389-1441), rei da Dinamarca como Érico VII (1396-1439) e rei da Suécia como Érico XIII (1396-1439).

                                                                                                                     Em 1439, foi deposto na Suécia na sequência do descontentamento entre os camponeses que levou à rebelião de Engelbrekt, deposto na Noruega devido ao descontentamento com os impostos a pagar aos dinamarqueses e deposto na própria Dinamarca devido ao descontentamento com as políticas desenvolvidas por ele.
                                                                                                   Foi o primeiro monarca da União de Kalmar, sucedendo a sua mãe adotiva Margarida I da Dinamarca que tinha fundado a dita união.

## Vida
Érico aos 6 anos de idade, foi adotado pela rainha Margarida I da Dinamarca, tendo ido passar a viver na Dinamarca, e mudado de nome de Bogislau para Érico. Em 1392, foi coroado rei da Noruega, e em 1397, foi coroado rei da Dinamarca e da Suécia. Aos 15 anos, Érico era o monarca da União de Calmar, abrangendo a Dinamarca, a Noruega e a Suécia. Aos 24 anos, casou com a princesa Filipa da Inglaterra, de 12 anos. O casamento não teve descendentes.
Érico tentou criar um espírito de unidade entre os três reinos, com ele como monarca autoritário. Mas acabou por criar inimizades, que levaram a guerras com a Liga Hanseática e com Holsácia, assim como rebeliões na Suécia e na Noruega. Finalmente, em 1439, foi deposto como rei da Dinamarca, da Noruega e da Suécia. Refugiou-se então na ilha da Gotlândia, dedicando-se à pirataria contra a Liga Hanseática. Em 1449, foi obrigado a abandonar a Gotlândia e voltar à Pomerânia, onde morreu 10 anos mais tarde, aos 77 anos de idade.